# Atos
Atos là một công ty dịch vụ kỹ thuật số của Pháp (ESN), được thành lập vào năm 1997. Đây là một trong 10 ESN lớn nhất thế giới, với doanh thu hàng năm gần 11 tỷ euro vào năm 2019 và khoảng 110.000 nhân viên tại 73 quốc gia. Tập đoàn, tập đoàn dẫn đầu châu Âu về đám mây, an ninh mạng và siêu máy tính kể từ khi mua lại Bull, được liệt kê trên CAC 40. Kể từ năm 2001, Atos đã là đối tác CNTT toàn cầu cho Thế vận hội Olympic và Paralympic.